# Two You Four You
『Two You Four You』（トゥー・ユー・フォー・ユー）は、2006年11月15日にavex traxよりリリースされたタッキー&翼の2枚目のオリジナルアルバム。

## 解説
- 「愛想曲」から「Ho! サマー」までのシングル4曲に新曲9(初回盤)・10曲(通常盤)にボーナストラックに「夢物語」のクリスマスバージョンを収録（「Ho! サマー」はアルバムバージョン、「Venus」はシングルバージョンと別にユーロービートバージョンを収録）。
- しかし、5枚目のシングル「仮面/未来航海」のうち「未来航海」は収録していない。
- レンタル版はCCCD仕様

## 収録曲
1. ラブラッキー☆
  - 作詞・作曲：清水昭男 編曲：コダマックス
  - 実は、ゴキブリをモデルにした曲らしい
2. Venus
  - 作詞・作曲：羽場仁志 編曲：CHOKKAKU
  - 6thシングル。
3. Ho! サマー 〜Album Ver.〜
  - 作詞・作曲：羽場仁志 編曲：CHOKKAKU
  - 7thシングルのalbum ver.
4. 夏の風
  - 作詞：川口進、阿閉真琴 作曲：川口進 編曲：h-wonder
5. Black butterfly（滝沢）
  - 作詞：Paul Rein、Daniel Eklund 日本語詞：BOUNCEBACK
  - 作曲：Paul Rein、Daniel Eklund 編曲：h-wonder
6. Slave Of Love（今井）
  - 作詞：Kenn Kato 作曲・編曲：Face 2 fAKE
7. Mermaid
  - 作詞：井手コウジ 作曲：佐久間誠 編曲：安部純
8. 仮面
  - 作詞：小幡英之 作曲：酒井ミキオ 編曲：鈴木雅也
9. Rainy Memories（今井）
  - 作詞：井田実 作曲・編曲：川口進
10. 12月の花（滝沢）
  - 作詞：越中睦 作曲・編曲：LaVenDer
11. 愛想曲
  - 作詞・作曲：羽場仁志 編曲：h-wonder
  - 4thシングル。
12. HEY! LISTEN TO MUSIC
  - 作詞：Kenn Kato 作曲：日比野裕史 編曲：田辺恵二
13. サヨナラの向こう
  - 作詞・作曲：森元康介 編曲：秋山誠司
14. Venus 〜Eurobeat Remix〜
  - 編曲：Dave Rodgers
15. 夢物語 〜Christmas Ver.〜
  - 編曲：秋山誠司

### ボーナストラック(通常盤)
1. カッコつかないTonight
  - 作詞・作曲：羽場仁志 編曲：CHOKKAKU

### 特典CD(初回盤)
1. アルバム収録曲の中からカラオケ12曲＆タッキー＆翼SPECIAL RADIO SHOW収録
2. 4シングル愛想曲・仮面・Venus・Ho! サマー振り付けマニュアルシート付き

### DVD(限定盤)
1. Venus・Ho! サマーVIDEOCLIPオフショット
2. 「滝翼出雲魂咲会跳」オフショット
3. コンサート映像収録

## 映像作品
ラブラッキー
- Tackey & Tsubasa Premium Live DVD -5th Anniversary Special Package-

Slave Of LOVE
- Tsubasa Imai 1st tour 23 to 24

Rainy Memories
- Tsubasa Imai 1st tour 23 to 24

12月の花
- TACKEY SUMMER “LOVE” CONCERT2012

HEY! LISTEN TO MUSIC
- Tackey & Tsubasa Premium Live DVD -5th Anniversary Special Package-
- LIVE TOUR 2011 OUR FUTURE
- TACKEY SUMMER “LOVE” CONCERT2012
  - 滝沢がソロで披露

カッコつかないTonight
- Tackey & Tsubasa Premium Live DVD -5th Anniversary Special Package-

## テレビ出演
サヨナラの向こう
- 『ザ少年倶楽部プレミアム』（2006年11月19日、NHK BSプレミアム）
この回の音楽コーナー「プレミアムショー」でテレビ初披露。

カッコつかないTonight
- 『Music Station』（2006年11月10日、テレビ朝日）
メドレー内でテレビ初披露。